# Браян Троттьє
Браян Троттьє (англ. Bryan Trottier, нар. 17 липня 1956, Валь-Марі) — колишній канадський хокеїст, що грав на позиції центрального нападника. Грав за збірну команду Канади та збірну команду США. Згодом — хокейний тренер.
Член Зали слави хокею з 1997 року. Володар Кубка Стенлі. Провів понад тисячу матчів у Національній хокейній лізі. 

## Ігрова кар'єра
Хокейну кар'єру розпочав 1972 року.
1974 року був обраний на драфті НХЛ під 22-м загальним номером командою «Нью-Йорк Айлендерс». 
Протягом професійної клубної ігрової кар'єри, що тривала 20 років, захищав кольори команд «Нью-Йорк Айлендерс» та «Піттсбург Пінгвінс».
Загалом провів 1500 матчів у НХЛ, включаючи 221 гру плей-оф Кубка Стенлі.
Був гравцем молодіжної збірної Канади. Виступав за збірну Канади, провів 7 ігор в її складі та збірну США, провів 6 ігор в її складі.

## Тренерська робота
2002 року розпочав тренерську роботу в НХЛ. Працював з командами «Нью-Йорк Рейнджерс», «Колорадо Аваланч» та «Піттсбург Пінгвінс», з 4 серпня 2014 асистент головного тренера «Баффало Сейбрс».

## Нагороди та досягнення
- Володар Кубка Стенлі в складі «Нью-Йорк Айлендерс» — 1980, 1981, 1982, 1983 та в складі «Піттсбург Пінгвінс» — 1991, 1992.
- Учасник матчу усіх зірок НХЛ — 1976, 1978, 1980, 1981, 1982, 1983, 1985, 1986, 1992.
- Перша команда всіх зірок НХЛ — 1978, 1979.
- Друга команда всіх зірок НХЛ — 1982, 1984.
- Пам'ятний трофей Колдера — 1976.
- Трофей Арта Росса — 1979.
- Пам'ятний трофей Гарта — 1979.
- Нагорода Плюс-Мінус — 1979.
- Приз Конна Сміта — 1980.
- Приз Кінга Кленсі — 1989.

## Статистика

### Клубні виступи
| Сезон        | Клуб                    | Ліга         | Регулярний сезон | Регулярний сезон | Регулярний сезон | Регулярний сезон | Регулярний сезон | Плей-оф | Плей-оф | Плей-оф | Плей-оф | Плей-оф |
| Сезон        | Клуб                    | Ліга         | І                | Г                | П                | О                | ШХ               | І       | Г       | П       | О       | ШХ      |
| ------------ | ----------------------- | ------------ | ---------------- | ---------------- | ---------------- | ---------------- | ---------------- | ------- | ------- | ------- | ------- | ------- |
| 1972–73      | «Свіфт-Керрент Бронкос» | ЗХЛ          | 67               | 16               | 29               | 45               | 10               | —       | —       | —       | —       | —       |
| 1973–74      | «Свіфт-Керрент Бронкос» | ЗХЛ          | 68               | 41               | 71               | 112              | 76               | 13      | 7       | 8       | 15      | 8       |
| 1974–75      | «Летбридж Бронкос»      | ЗХЛ          | 67               | 46               | 98               | 144              | 103              | 6       | 2       | 5       | 7       | 14      |
| 1975–76      | «Нью-Йорк Айлендерс»    | НХЛ          | 80               | 32               | 63               | 95               | 21               | 13      | 1       | 7       | 8       | 8       |
| 1976–77      | «Нью-Йорк Айлендерс»    | НХЛ          | 76               | 30               | 42               | 72               | 34               | 12      | 2       | 8       | 10      | 2       |
| 1977–78      | «Нью-Йорк Айлендерс»    | НХЛ          | 77               | 46               | 77               | 123              | 46               | 7       | 0       | 3       | 3       | 4       |
| 1978–79      | «Нью-Йорк Айлендерс»    | НХЛ          | 76               | 47               | 87               | 134              | 50               | 10      | 2       | 4       | 6       | 13      |
| 1979–80      | «Нью-Йорк Айлендерс»    | НХЛ          | 78               | 42               | 62               | 104              | 68               | 21      | 12      | 17      | 29      | 16      |
| 1980–81      | «Нью-Йорк Айлендерс»    | НХЛ          | 73               | 31               | 72               | 103              | 74               | 18      | 11      | 18      | 29      | 34      |
| 1981–82      | «Нью-Йорк Айлендерс»    | НХЛ          | 80               | 50               | 79               | 129              | 88               | 19      | 6       | 23      | 29      | 40      |
| 1982–83      | «Нью-Йорк Айлендерс»    | НХЛ          | 80               | 34               | 55               | 89               | 68               | 17      | 8       | 12      | 20      | 18      |
| 1983–84      | «Нью-Йорк Айлендерс»    | НХЛ          | 68               | 40               | 71               | 111              | 59               | 21      | 8       | 6       | 14      | 29      |
| 1984–85      | «Нью-Йорк Айлендерс»    | НХЛ          | 68               | 28               | 31               | 59               | 47               | 10      | 4       | 2       | 6       | 8       |
| 1985–86      | «Нью-Йорк Айлендерс»    | НХЛ          | 78               | 37               | 59               | 96               | 72               | 3       | 1       | 1       | 2       | 2       |
| 1986–87      | «Нью-Йорк Айлендерс»    | НХЛ          | 80               | 23               | 64               | 87               | 50               | 14      | 8       | 5       | 13      | 12      |
| 1987–88      | «Нью-Йорк Айлендерс»    | НХЛ          | 77               | 30               | 52               | 82               | 48               | 6       | 0       | 0       | 0       | 10      |
| 1988–89      | «Нью-Йорк Айлендерс»    | НХЛ          | 73               | 17               | 28               | 45               | 44               | —       | —       | —       | —       | —       |
| 1989–90      | «Нью-Йорк Айлендерс»    | НХЛ          | 59               | 13               | 11               | 24               | 29               | 4       | 1       | 0       | 1       | 4       |
| 1990–91      | «Піттсбург Пінгвінс»    | НХЛ          | 52               | 9                | 19               | 28               | 24               | 23      | 3       | 4       | 7       | 29      |
| 1991–92      | «Піттсбург Пінгвінс»    | НХЛ          | 63               | 11               | 18               | 29               | 54               | 21      | 4       | 3       | 7       | 8       |
| 1993–94      | «Піттсбург Пінгвінс»    | НХЛ          | 41               | 4                | 11               | 15               | 36               | 2       | 0       | 0       | 0       | 0       |
| Усього в НХЛ | Усього в НХЛ            | Усього в НХЛ | 1279             | 524              | 901              | 1425             | 912              | 221     | 71      | 113     | 184     | 277     |

### Збірна
| Рік                | Команда            | Турнір             | І  | Г | П  | О  | ШХ |
| ------------------ | ------------------ | ------------------ | -- | - | -- | -- | -- |
| 1975               | Канада             | МЧС                | 7  | 5 | 2  | 7  | —  |
| 1981               | Канада             | КК                 | 7  | 3 | 8  | 11 | 6  |
| 1984               | США                | КК                 | 6  | 2 | 3  | 5  | 8  |
| Національна збірна | Національна збірна | Національна збірна | 13 | 5 | 11 | 16 | 14 |

## Тренерська статистика
| Команда              | Сезон   | Регулярний сезон | Регулярний сезон | Регулярний сезон | Регулярний сезон | Регулярний сезон | Регулярний сезон | Регулярний сезон | Плей-оф    |
| Команда              | Сезон   | І                | В                | П                | Н                | ПОТ              | О                | Місце            | Результат  |
| -------------------- | ------- | ---------------- | ---------------- | ---------------- | ---------------- | ---------------- | ---------------- | ---------------- | ---------- |
| «Нью-Йорк Рейнджерс» | 2002–03 | 54               | 21               | 26               | 6                | 1                | 49               | 4-е в АД         | звільнений |